# Чернавский, Алексей Викторович
Алексей Викторович Чернавский (17 января 1938 года, Москва — 22 декабря 2023 года, там же) — советский и российский математик, профессор, доктор физико-математических наук (1970). Основные направления исследования связаны с геометрией и топологией, а также геометрией управления движением и искусственным интеллектом.

## Биография
Родился 17 января 1938 года в Москве. Окончил механико-математический факультет МГУ в 1959 году. Поступил в аспирантуру Математического института им. В. А. Стеклова АН СССР. Защитил кандидатскую диссертацию под руководством Л. В. Келдыш на тему «Конечнократные отображения многообразий» в 1964 году. В 1970 году защитил докторскую диссертацию «Гомеоморфизмы и топологические вложения многообразий».
Работал старшим научным сотрудником в институте Стеклова до 1973 года. В 1973—1980 годах — в Ярославском государственном университете. С 1980 по 1985 год — старший научный сотрудник Московского физико-технического института. С 1985 года — сотрудник Института проблем передачи информации имени А. А. Харкевича РАН. C 1993 года работал по совместительству профессором кафедры высшей геометрии и топологии механико-математического факультета МГУ.

## Вклад
Теорема Чернавского. Открыто-замкнутое непрерывное отображение с конечной кратностью в каждой точке из связного многообразия имеет ограниченную кратность.

## Признание
- Приглашённый докладчик на Международном конгрессе математиков в 1970 году в Ницце[2].

## Книги
- В. А. Ефремович, А. В. Чернавский. Элементы топологии (Топология и анализ).  - Ярославль: ЯрГУ, 1981. - 81 с.[3]
- А. В. Чернавский. Дифференциальная геометрия, 2 курс. — 2012.